# 砵甸乍
第一代從男爵砵甸乍爵士，Bt，GCB，PC（1789年10月3日—1856年3月18日），香港譯作砵甸乍，《香港憲報》初年譯作煲顛茶，英國軍人及殖民地官員，1843年成為首任香港總督。

## 生平

### 早年生涯
砵甸乍於1789年生於愛爾蘭唐郡市郊波廷傑山（Mount Pottinger），祖上曾在17世紀出任貝爾法斯特的首任總督，至於父親是埃爾德雷德·柯溫·砵甸乍（Eldred Curwen Pottinger），是一位激進份子，曾於1799年組織起自願軍團。砵甸乍早年就讀於貝爾法斯特皇家學院，後來因為家庭陷入財政拮据而中途輟學，與四名兄長前往東方尋找發展機會。
砵甸乍在1804年抵達印度，他先於信德（今巴基斯坦境內）參軍，後在1806年加入了東印度公司，並曾於1809年以中尉身分參與英国与馬拉塔帝國的戰事。其後，他在印度與波斯一帶進行探險，打扮成回教商人，學習當地方言（有說是化身馬販進行間諜工作），並在1816年寫成《Travels in Beloochistan and Sinde》一書。
砵甸乍在1820年獲委任為信德的行政官，據聞在任內促進當地交通；之後他在海得拉巴（今印度境內）任同職。但後來因為健康理由回國休養，並於1840年4月27日獲冊立為從男爵。

### 第一次鴉片戰爭

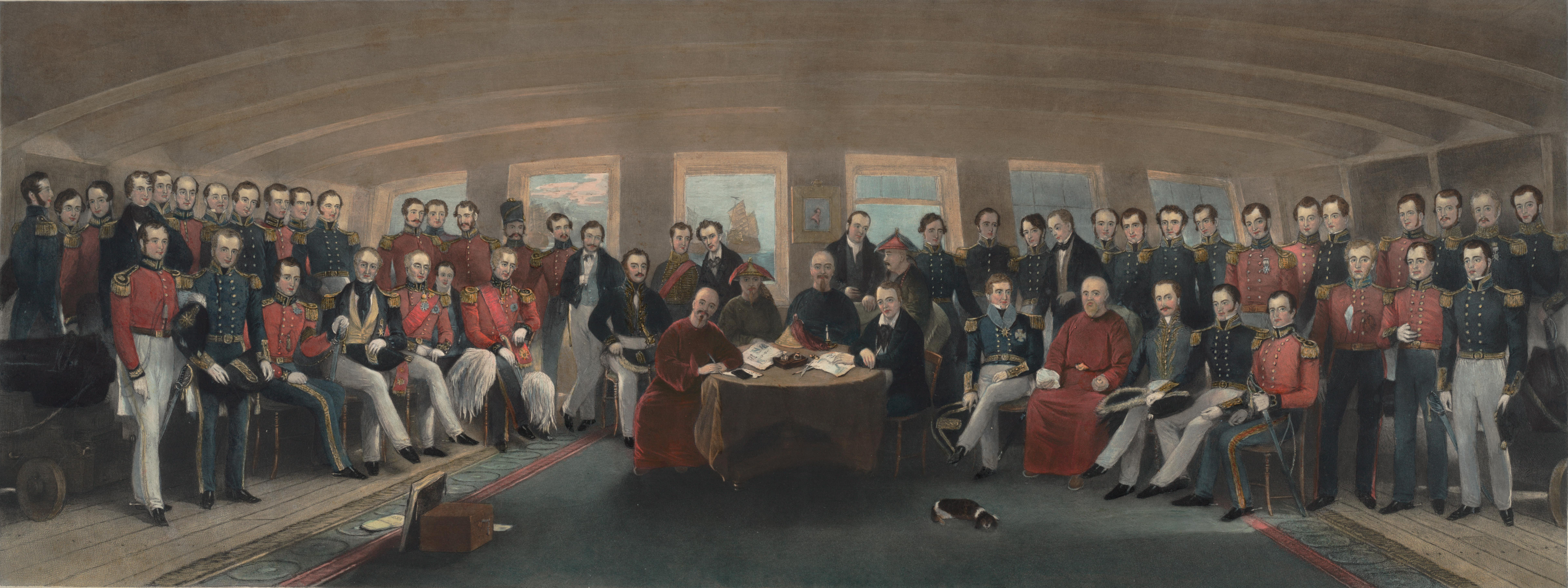
1842年8月29日，英國與清廷雙方代表在皋華麗號簽訂《南京條約》，圍繞畫中央圓桌安坐的四名人士，由左至右依次為黃恩彤、伊里布、耆英和羅伯聃。砵甸乍爵士坐於黃恩彤身後，而站立於伊里布身後的是馬儒翰。

1840年，清廷與英國爆發第一次鴉片戰爭，及後英方代表義律與清廷欽差大臣琦善在1841年1月私擬《穿鼻草約》。草約送到倫敦後，時任外務大臣巴麥尊勳爵認為《穿鼻草約》過於寬鬆，英方得益太少，而條約中割讓予英方的香港更被他批評為「鳥不生蛋之地，一間房屋也建不成」。因此責斥義律辦事不力，予以撤換，並改派砵甸乍接任。
砵甸乍接任香港的行政官、駐華商務總監及英方全權代表後，在1841年8月抵華，並隨即出兵，先後攻佔廈門、定海、鎮海和寧波等地。道光帝即以身兼協辦大學士的皇姪奕經為「揚威將軍」還擊，但卻大敗而回。及後，英軍在砵甸乍指揮下進犯長江口，攻克吳淞、寶山和上海，至1842年7月又佔領鎮江，最終在同年8月兵臨南京城下。
由於道光帝同意議和，清方代表遂與砵甸乍在南京靜海寺議約四次，及後在1842年8月29日與清廷代表，欽差大臣耆英及伊里布等人在英艦HMS皋華麗號上簽訂《南京條約》，正式結束了第一次鴉片戰爭。

### 香港總督

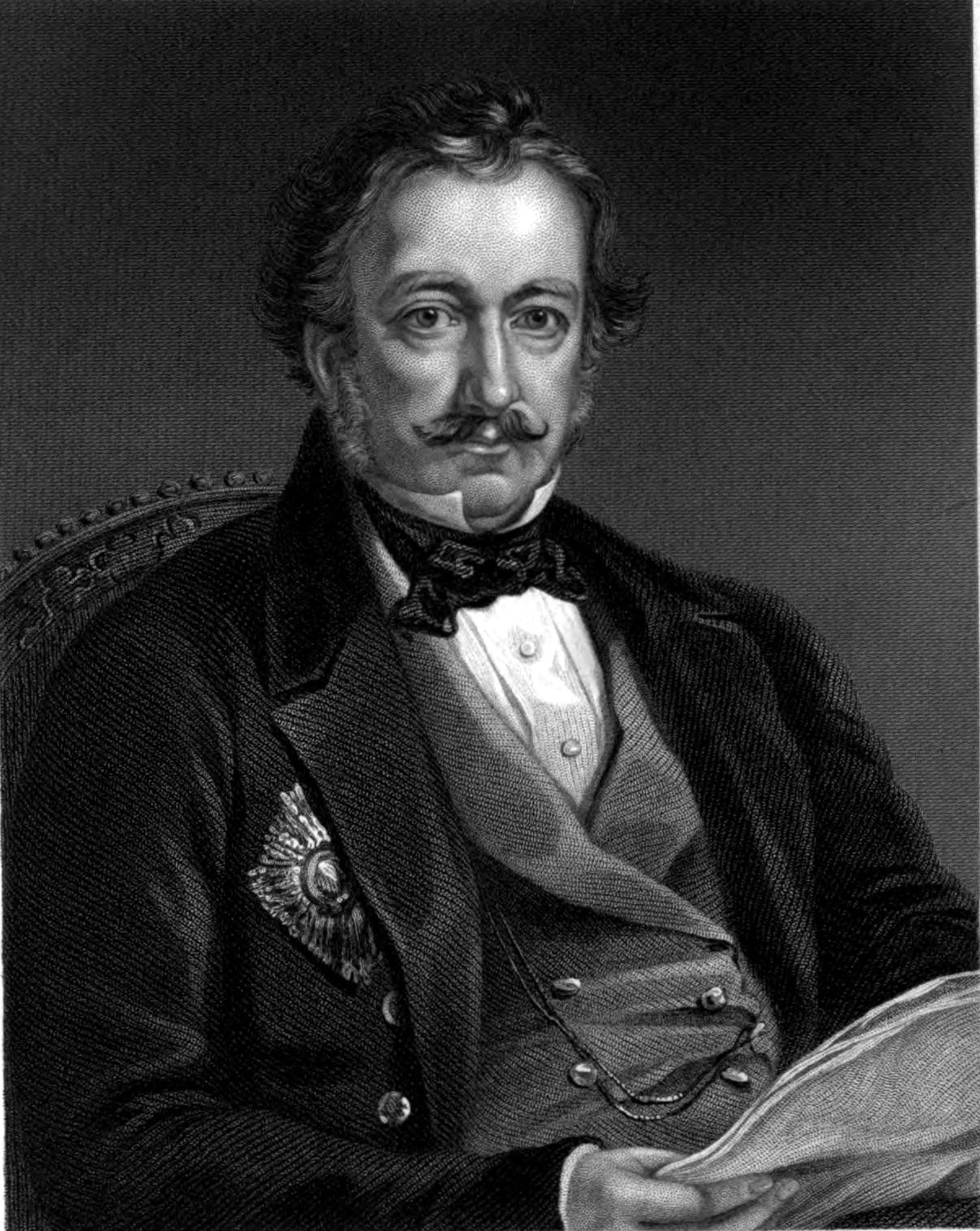
港督砵甸乍爵士

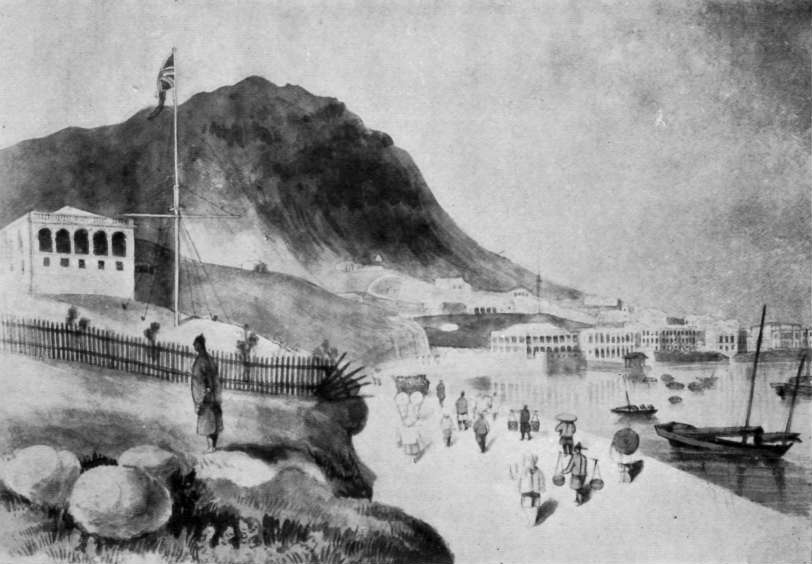
砵甸乍任命港督時所居住的莊士敦樓

由於清廷在《南京條約》中有割讓香港予英國一款，所以香港在南京條約簽訂後成為英國國土的一部分。當時仍為英國全權代表的砵甸乍於1842年10月27日在香港發出告示，指「香港乃不抽稅之埠，准各國貿易，並尊重華人習慣」。其後維多利亞女皇在1843年4月5日頒發《英皇制誥》，香港遂成為英國的殖民地。《制誥》在同年6月抵港，而耆英與砵甸乍於6月26日在香港就《南京條約》換約，砵甸乍遂依據《制誥》，正式成為香港首任總督，到12月2日，大英帝國為表彰其功勞，向砵甸乍頒贈GCB勳銜。
鴉片戰爭結束後，砵甸乍復以戰時英國國民流落台灣被殺為由，要求已改任兩江總督的耆英代為「伸冤」。清廷為恐戰事再起，派伊布到廣州主理對英交涉事宜，但其後伊里布病故，砵甸乍即揚言率艦北上，續與耆英談判。清廷得悉後大為緊張，道光帝遂以耆英為欽差大臣，到廣州與砵甸乍繼續談判。結果，耆英到香港順道就《南京條約》換約外，雙方在1843年7月22日在香港簽訂《中英五口通商章程》，復於同年10月8日在虎門簽訂《五口通商附粘善後條款》。
砵甸乍上任總督後，隨即依據《英皇制誥》成立香港政府，設立了行政局、定例局和最高法院。當中，砵甸乍在1843年8月宣佈委任三名官守議員加入定例局。該三名官守議員分別為莊士敦（前護理總督）、摩理臣（商務總監中文秘書兼傳譯員）及金尼（首席裁判司），因此定例局最初連總督在內，只有四名成員。定例局在1844年1月11日舉行首次會議，並在1844年2月26日通過首條香港法例。然而，砵甸乍任內甚少舉行會議，因此總督擁有很大的權力。
由於駐港軍官不滿砵甸乍干預軍務，英國商人又不滿他嚴守《南京條約》，不准英商在通商口岸以外的地方走私鴉片。結果砵甸乍備受孤立，終在1844年5月7日卸任總督一職，返回英國，成為任期最短的港督。

### 晚年
砵甸乍返國後受到熱烈歡迎，除了獲不少城鎮加獎為榮譽市民（Freedom of the City）外，又於1844年5月23日獲委任為樞密院顧問官。在1845年6月，英國下議院投票通過終身向他每年發放1,500鎊津貼。
砵甸乍後於1847年出任開普殖民地總督，復在1848年至1854年出任馬德拉斯總督，並於1851年獲擢升為中將軍階。砵甸乍退休後居住在地中海島國馬爾他，於1856年準備啟程回國前去世，享年66歲，據說他退休後愛好飲酒。

## 家庭
砵甸乍在1820年與蘇珊娜·瑪麗亞·庫克（Susanna Maria Cooke）結婚，兩人有以下的子女：
- 腓特烈·耆英·砵甸乍（英语：Frederick Pottinger）（Frederick Keying Pottinger，1831年4月27日—1865年4月9日）
- 亨利·砵甸乍（Henry Pottinger，1834年6月10日—1909年10月18日）
- 亨麗埃塔·瑪麗亞·史蒂芬斯（Henrietta Maria Stephens）

## 雜記

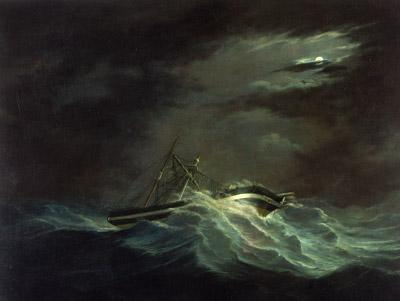
砵甸乍爵士號

- 耆英在簽訂《南京條約》時猜測砵甸乍多數是英方大員，他遂把握機會與砵甸乍建立友誼。例如，有次耆英看到砵甸乍的一張全家幅時，對其兒子大為讚賞，並以自己並無子嗣為理由，希望收養其兒子為養子，其後，耆英更向砵甸乍建議互換妻子的畫像。由於砵甸乍不希望冒犯耆英，便一一應承，並將其兒子改名為腓特烈·耆英·砵甸乍（英语：Frederick Pottinger）（Frederick Keying Pottinger）[1]。兩人後來又互換禮物，耆英向砵甸乍贈送金手鐲，而砵甸乍則回贈了一柄寶劍和腰帶一條。自此，耆英更常在信中以「摯友」稱呼砵甸乍。
- 在《南京條約》中，砵甸乍的頭銜被清廷譯作：大英伊耳蘭等國君主特派全權公使大臣英國所屬印度等處三等將軍世襲男爵璞鼎查。
- 砵甸乍上任港督時，香港僅有15,000名華人，300多名歐洲人和5,000名駐防軍人。
- 砵甸乍任內以莊士敦樓（即前終審法院）為官邸。
- 今日在東貝爾法斯特有一塊紀念砵甸乍爵士的藍牌匾；另外在波茅斯（Bournemouth）的聖彼得教堂內亦有一塊紀念牌匾，該牌匾由他唯一的女兒，亨麗埃塔·瑪麗亞·史蒂芬斯在1859年所立。
- 三桅帆船砵甸乍爵士號以砵甸乍命名，於1845年下水，並在1859年退役。

## 榮譽
- Bt （1840年4月27日）
- G.C.B. （1843年12月2日）
- P.C. （1844年5月23日）

### 以他命名的事物
- ：位於香港島中環。
- ：位於香港島小西灣附近。
- ：位於香港島小西灣的歌連臣山與砵甸乍山之間。
- 砲台：魔鬼山炮台的一部份，位於九龍鯉魚門。

## 相關書目
- 徐中約.  (M). 香港: 香港中文大學出版社. 2002年. ISBN 978-962-201-987-4.
- 胡禮忠; 戴鞍鋼.  (M). 香港: 中華書局. 2002年. ISBN 978-962-231-938-7.

## 外部連結
- 生平簡略，內附砵甸乍的紀念牌匾
- BBC有關鴉片戰爭與砵甸乍的簡介 （页面存档备份，存于）

| 外交職務                      | 外交職務                                  | 外交職務                    |
| ----------------------------- | ----------------------------------------- | --------------------------- |
| 前任者： 查理·義律            | 英国駐華全權公使 · 1841年－1844年         | 繼任者： 戴維斯爵士         |
| 前任者： 查理·義律            | 英国駐華商務總監 · 1841年－1844年         | 繼任者： 戴維斯爵士         |
| 官衔                          |                                           |                             |
| 前任者： 莊士敦（護理行政官） | 第2任香港行政官 1841年－1843年            | 繼任者： 職位改為香港總督   |
| 新頭銜                        | 第1任香港總督 1843年－1844年              | 繼任者： 戴維斯爵士         |
| 前任者： 佩里格林·梅特蘭爵士  | 第11任開普殖民地總督 1847年               | 繼任者： 哈里·史密斯爵士    |
| 前任者： 特威代爾侯爵         | 第15任馬德拉斯總督 1848年－1854年         | 繼任者： 哈里斯勳爵         |
| 新頭銜                        | 薩里郡里奇蒙的砵甸乍從男爵 1840年－1856年 | 繼任者： 腓特烈·耆英·砵甸乍 |